# Dustin Nguyen (auteur de comics)
Pour les articles homonymes, voir Nguyen.
Compléments
American Vampire
Dustin Nguyen est un dessinateur américain de comics.

## Prix et récompenses
- 2016 : Prix Eisner du meilleur peintre ou artiste multimédia pour Descender
- 2019 : Prix Eisner du meilleur peintre ou artiste multimédia pour Descender

### Version française
- Batman Saga HS. 1 (2012, Urban Comics)
- American Vampire Legacy : Le Réveil du Monstre (2013, Urban Comics)

### Version originale
- Batman: Streets of Gotham (#1-14, 16-21, DC Comics, 2009-2011)
- Batman: Gates of Gotham (#1-3,5, DC Comics, 2011)
- Batman Beyond Unlimited (#1-, DC Comics, 2012-)
- American Vampire: Lord of Nightmares (#1-5, Vertigo, 2012)